# Страхование ответственности авиаперевозчика
Страхование ответственности авиаперевозчика — один из видов страхования ответственности, где в качестве объекта страхования выступает имущественный интерес авиакомпании, перевозящей пассажиров и грузы, связанный с возмещением вреда пассажирам и/или клиентам. 
При страховании гражданской ответственности авиаперевозчика (владельца воздушного судна) выделяют следующие виды ущерба, который покрывается данным видом страхования:
- повреждение, утрата или уничтожение багажа и груза;
- смерть или повреждение здоровья пассажиров;
- смерть, телесное повреждение или имущественный ущерб, причиненные корпусом воздушного судна или выпавшими из него предметами третьим лицам на поверхности земли и вне воздушного судна.

Ответственность за перелёты внутри страны (внутренние перелёты) регулируются внутренним законодательством страны. Ответственность авиаперевозчика на международных перелётах за первые два вида ущерба предусмотрена Варшавской конвенцией 1929 года  ИКАО (Международная организация гражданской авиации) , Гаагским протоколом 1955 года об изменении Варшавской конвенции и Гвадалахарской конвенцией 1961 года о дополнении Варшавской конвенции по унификации некоторых норм, связанных с международной авиаперевозкой. Согласно этим документам авиаперевозчик автоматически отвечает за ущерб, если он произошёл во время авиаперевозки. Понятие «авиаперевозка» распространяется на всё время, в течение которого груз находится в ведении перевозчика (борт самолёта, аэродром, а также вне аэродрома, если это вызвано необходимостью погрузки, доставки, перегрузки или посадкой самолёта за пределами аэродрома). Перевозчик не несёт ответственности только в том случае, если докажет, что он  и его сотрудники и агенты предприняли все необходимые меры для того, чтобы избежать ущерба, или что было невозможно предпринять такие меры. Правоприменимость конвенций к конкретному пассажиру зависит от его гражданства. Если государство, гражданином которого он является, подписало ту или иную конвенцию или протокол, то на данного пассажира распространяются все положения подписанного акта.
В 2003 году вступила в силу Монреальская конвенция от 1999 года, которая пришла на замену Варшавской. По состоянию на июль 2015 года к этой конвенции присоединились 112 государств, включая всех членов Европейского Союза, США, Японию, Китай, Индию, Бразилию, ЮАР и другие страны .
Положения Монреальской конвенции имеют приоритет перед положениями все ещё действующей Варшавской конвенции. Основная новелла Монреальской конвенции — изменение условий компенсации и размеров ответственности авиаперевозчика. Размер (сумма) ответственности номинируются в специальных правах заимствования (СПЗ, SDR), вводится «двухуровневая» ответственность за причинении вреда жизни и здоровью пассажира:
1) в отношении вреда, размер которого не превышает 128821 СПЗ (≈ €155690) на каждого пассажира, перевозчик не может исключать или ограничивать свою ответственность;  
2) в отношении вреда, размер которого больше 128821 СПЗ перевозчик может нести ответственность перед каждым пассажиром, в тех случаях, когда сам авиаперевозчик не докажет отсутствие своей небрежности или другого неправильного действия или бездействия, либо наличие исключительно небрежности или другого неправильного действия или бездействия третьей стороны, способствовавших причинению вреда.
Ответственность за ущерб третьим лицам, нанесённый на поверхности земли, регламентируется Римской конвенцией ИКАО 1952 года. Под третьими лицами понимаются все физические и юридические лица, кроме пассажиров, экипажа и других служащих авиакомпании.
По договору страхования ответственности авиаперевозчика, страховая компания оплачивает суммы, которые он обязан выплатить по закону в качестве возмещения за нанесённый ущерб личности или имуществу третьих лиц. Страхование гражданской ответственности авиаперевозчика при полётах за рубеж является обязательным. Поскольку по международным правилам страховая сумма, то есть требуемая минимальная ответственность страховых компаний составляет десятки, а иногда сотни миллионов долларов, то при данном виде страхования активно используется перестрахование, что повышает надёжность страховой защиты.
По всем видам авиационного страхования предусмотрены общие исключения из объёма ответственности страховщика, если они специально не обусловлены в договоре. Договор страхования может быть заключён на любой срок: на один полёт, на период времени, связанный с регулярными полётами или специальными полётами (например, демонстрация авиационной техники).

## Страхование ответственности авиаперевозчиков в России
В Российской Федерации обязанность страхования ответственности авиаперевозчика установлена Воздушным кодексом и Законом об обязательном страховании ответственности перевозчика. В апреле 2017 года Россия присоединилась к Монреальской конвенции, после этого именно на её правила должны ориентироваться российские авиаперевозчики и страховщики 
. Закон о присоединении России к Монреальской конвенции был подписан 3 апреля 2017 года. Однако принят депозитарием только 22 июня 2017 года и, в соответствии с процедурой присоединения, вступает силу для остальных участников конвенции только 21 августа 2017 года.